# Bahnstrecke Tørsbøl–Padborg
| Bahnhofsgebäude in Smedeby |                      |                                     |                                     |
| Lage der Strecke |                      |                                     |                                     |
| Streckennummer: | TsbPa                |                                     |                                     |
| Streckenlänge: | 14,8 km              |                                     |                                     |
| Spurweite: | 1435 mm (Normalspur) |                                     |                                     |
| Streckengeschwindigkeit: | 45 km/h              |                                     |                                     |
| |                      |                                     |                                     |
| \| \| \| von Sønderborg \| \| \| \| 0,0 \| Tørsbøl (dt. Törsbüll, bis 1975) \| Tørsbøl (dt. Törsbüll, bis 1975) \| \| \| \| nach Tinglev \| \| \| \| 3,9 \| Holbøl (dt. Holebüll) \| Holbøl (dt. Holebüll) \| \| \| 10,9 \| Smedeby (dt. Norderschmedeby) \| Smedeby (dt. Norderschmedeby) \| \| \| \| Kupfermühle (Schmalspurbahn 600 mm[1]) \| \| \| \| \| von Tinglev \| \| \| \| 14,8 \| Padborg (dt. Pattburg) \| Padborg (dt. Pattburg) \| \| \| \| nach Flensburg \| \| |                      |                                     |                                     |
| Strecke |                      | von Sønderborg                      | von Sønderborg                      |
| ehemaliger Bahnhof | 0,0                  | Tørsbøl (dt. Törsbüll, bis 1975)    | Tørsbøl (dt. Törsbüll, bis 1975)    |
| Abzweig ehemals geradeaus und nach rechts |                      | nach Tinglev                        | nach Tinglev                        |
| Bahnhof (Strecke außer Betrieb) | 3,9                  | Holbøl (dt. Holebüll)               | Holbøl (dt. Holebüll)               |
| Bahnhof (Strecke außer Betrieb) · Betriebs-/Güterbahnhof Streckenanfang (Strecke außer Betrieb) | 10,9                 | Smedeby (dt. Norderschmedeby)       | Smedeby (dt. Norderschmedeby)       |
| Strecke (außer Betrieb) · Betriebs-/Güterbahnhof Streckenende (Strecke außer Betrieb) |                      | Kupfermühle (Schmalspurbahn 600 mm) | Kupfermühle (Schmalspurbahn 600 mm) |
| Abzweig ehemals geradeaus und von rechts |                      | von Tinglev                         | von Tinglev                         |
| Bahnhof | 14,8                 | Padborg (dt. Pattburg)              | Padborg (dt. Pattburg)              |
| Strecke |                      | nach Flensburg                      | nach Flensburg                      |

Die Bahnstrecke Tørsbøl–Padborg (Törsbüll–Pattburg) wurde während der Zugehörigkeit von Nordschleswig zum Deutschen Reich als Verbindung zwischen Pattburg und der Südjütischen Querbahn, die von Højer nach Sønderborg führte, gebaut. Der Baubeschluss erfolgte am 29. April 1894, am 15. Juli 1901 wurde die Strecke von der Preußischen Staatsbahn in Betrieb genommen.
Die Strecke wurde 1920 von den Danske Statsbaner (DSB) übernommen, verlor aber durch die neue Grenze rasch an Bedeutung und wurde bereits am 21. Mai 1932 wieder eingestellt.
Im Abschnitt nach Nr. Smedeby blieben die Gleise erhalten. Diese wurden 1943/1944 für den Betrieb einer Quarantänestation benutzt. Diese mussten alle Personen durchlaufen, die in Deutschland arbeiteten. Dort wurden übertragbare Krankheiten wie Läuse und Lungentuberkulose behandelt. Die notwendigen Bahnanlagen wurde von den Staatsbahnen gebaut. Die Station wurde von Dampflokomotiven mit Dampf versorgt.
Im Herbst 1944 wurde die Quarantänestation mit vier Baracken für jeweils 50 Personen ergänzt. Insgesamt passierten etwa 15.000 Gefangene die Stationen in Kruså und Padborg. Manchmal mussten Eisenbahnwagen zur Unterbringen genutzt werden, die auf der Reststrecke abgestellt wurden.

## Industriebahn Kupfermühle
Um 1917 wurde eine Schmalspurbahn mit einer Spurweite von 600 mm von Norderschmedeby nach Kupfermühle gebaut. Der Betrieb soll mit einer Deutz-Lokomotive durchgeführt worden sein.